# Нижний Бесовец
Нижний Бесове́ц (карел. Alahaine Besoučča) — упразднённая деревня в Прионежском районе Республики Карелия на территории Шуйского сельского поселения.

## Общие сведения
До конца XIX веке имела также название Пахомовская.
Согласно постановлению Президиума Верховного Совета Карельской АССР от 28 октября 1957 г. населённые пункты Нижний Бесовец и Верхний Бесовец были объединены в один населённый пункт Бесовец.